# ميروسلاف تودوروف
ميروسلاف تودوروف هو لاعب كرة قدم بلغاري في مركز الوسط، ولد في 26 يونيو 1985 في بلغاريا. لعب مع نادي بوتيف بلوفديف.

## وصلات خارجية
- ميروسلاف تودوروف على موقع قاعدة بيانات كرة القدم.إي يو (الإنجليزية)
- ميروسلاف تودوروف على موقع Soccerway.com (الإنجليزية)